# Tourisme en Azerbaïdjan

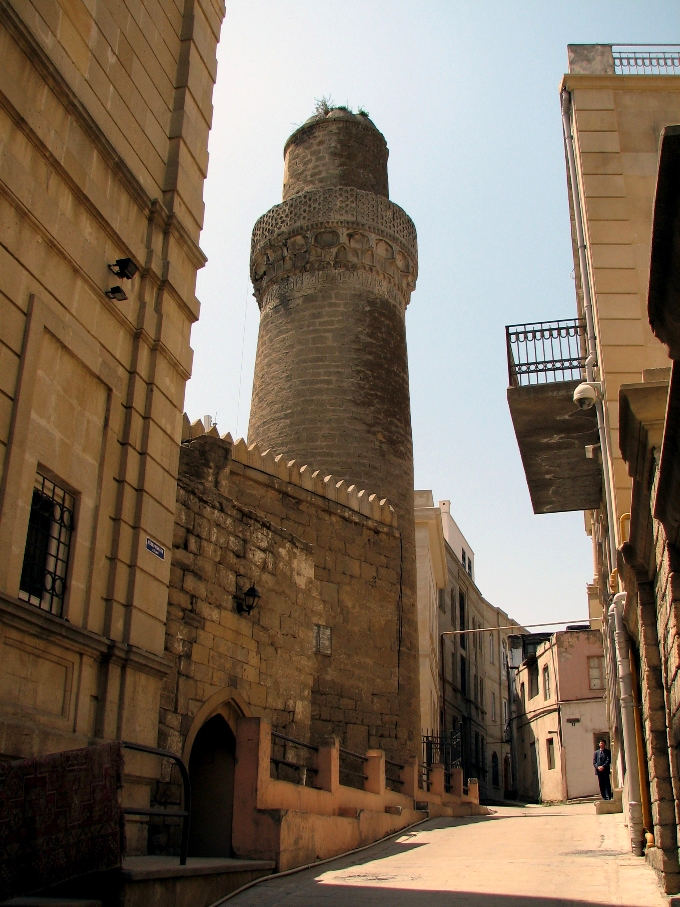
Une rue de la Vieille ville

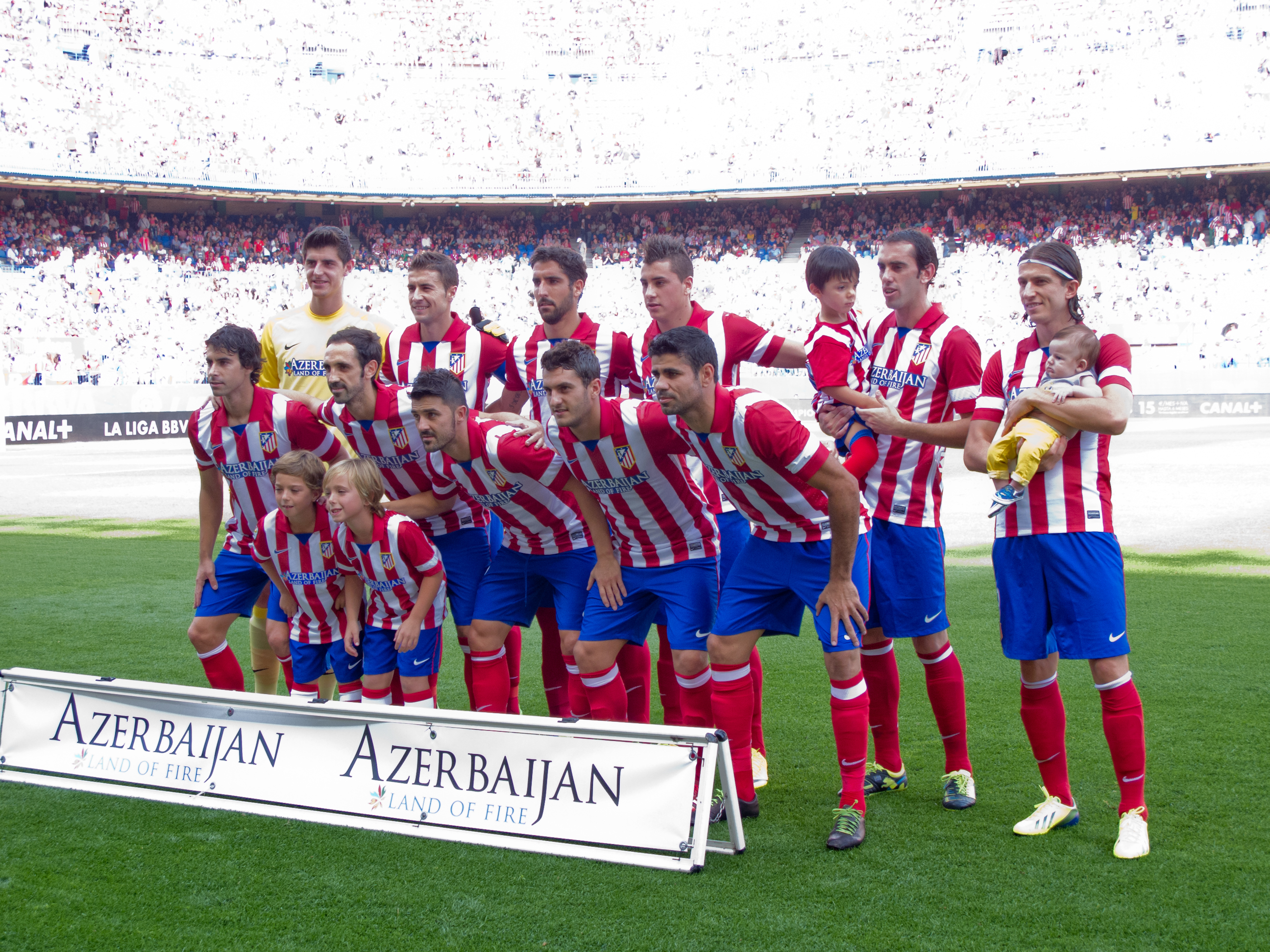
Joueurs de l'Atlético Madrid en 2013-2014

Le tourisme en Azerbaïdjan connaît un fort développement depuis 2010. Selon le Centre pour le développement économique et social de l'Azerbaïdjan, le pays se situe à la 39e place  sur 148 pays en termes d'indicateurs de compétitivité du tourisme. Le Conseil Mondial du Voyage et du Tourisme a indiqué que le pays était l'économie du tourisme et de l'industrie du tourisme qui connaissait la croissance la plus rapide au monde (une augmentation de 46,1 %) en 2017. Pour promouvoir le tourisme, l'Azerbaïdjan a sponsorisé des maillots de l'Atlético Madrid portant l'inscription « Azerbaïdjan - Terre de feu ». En 2018, la nouvelle marque touristique et le slogan « Revoir le regard » ont été introduits.

## Politique de visa
Le visa traditionnel est délivré dans toute ambassade d'Azerbaïdjan dans le monde.
Les visas touristiques peuvent être obtenus auprès d’une ambassade d’Azerbaïdjan ou électroniquement en ligne sans visite de l’ambassade. En 2016, un système de magasinage hors taxe a été mis en place pour attirer les acheteurs étrangers. Les achats doivent être effectués jusqu'à 90 jours avant l'exportation pour pouvoir prétendre au remboursement de la taxe.
Depuis janvier 2017, la procédure e-visa (ASAN Visa System) permet d'obtenir, en trois jours (ouvrés), pour l'équivalent de 20 US$, le droit de séjourner trente jours, avec une seule entrée, pour les ressortissants de 93 pays (Arménie exclue).

## Soutien de l'État
L'Azerbaïdjan a commencé la planification du développement du tourisme pour 2002-2005 et 2010-2014. Les programmes ont compilé des statistiques sur le tourisme, en particulier leurs effets sur le PNB. Le ministère du Tourisme a réalisé une étude de développement de 2008 à 2016  pour augmenter le nombre d'hébergements et attirer les étrangers.
En mars 2018, le responsable du tourisme au ministère de la Culture, Aydin Ismiyev, a exprimé le souhait de développer le tourisme halal.  Le mois suivant, la XVIIe exposition internationale du tourisme et des voyages a été inaugurée.  L'Azerbaïdjan propose également un tourisme culinaire.

## Monuments historiques

### Lavieille ville de Bakou
Bakou possède un certain nombre de monuments historiques et architecturaux. La vieille ville est son noyau antique. En décembre 2000, la vieille ville (comprenant le palais des Chirvanchah et la tour de la Vierge) a été désignée comme le premier site du patrimoine mondial de l’UNESCO par l’Azerbaïdjan. 
La ville fortifiée de Bakou (Itchericheher) abrite plus de 50 monuments historiques et architecturaux, dont le Sinig Gala (la tour cassée). Le palais des Chirvanchah, construit au début du XVe siècle, est une caractéristique de l'architecture azerbaïdjanaise. Le complexe contient le palais, la résidence du Chirvanchah, une mosquée avec des minarets, un bain public et la résidence de Seyid Yahya Bakouvi. La construction a commencé en 1441 et s'est achevée en 1558.
La Tour de la Vierge, située dans la partie sud-ouest de la ville fortifiée, a été construite en deux étapes. Sa partie inférieure, haute de 13,7 mètres (45 pieds), est datée par la plupart des experts du VIe au VIIe siècle av. La tour a une hauteur totale de 29,7 mètres (97 pieds) et un diamètre de 16,5 mètres (54 pieds). Le mur a une épaisseur de 5 mètres (16 pieds) au bas et 4 mètres (13 pieds) au sommet. La tour a huit niveaux et un puits de 21 mètres de profondeur. Il a été construit par l'architecte Masud ibn Davoud du XIIe siècle, probablement le père de l'architecte de la tour ronde de Mardakan. On pense que sa fondation est un site zoroastrien de l’ère Sasanid.

### Atechgah de Bakou

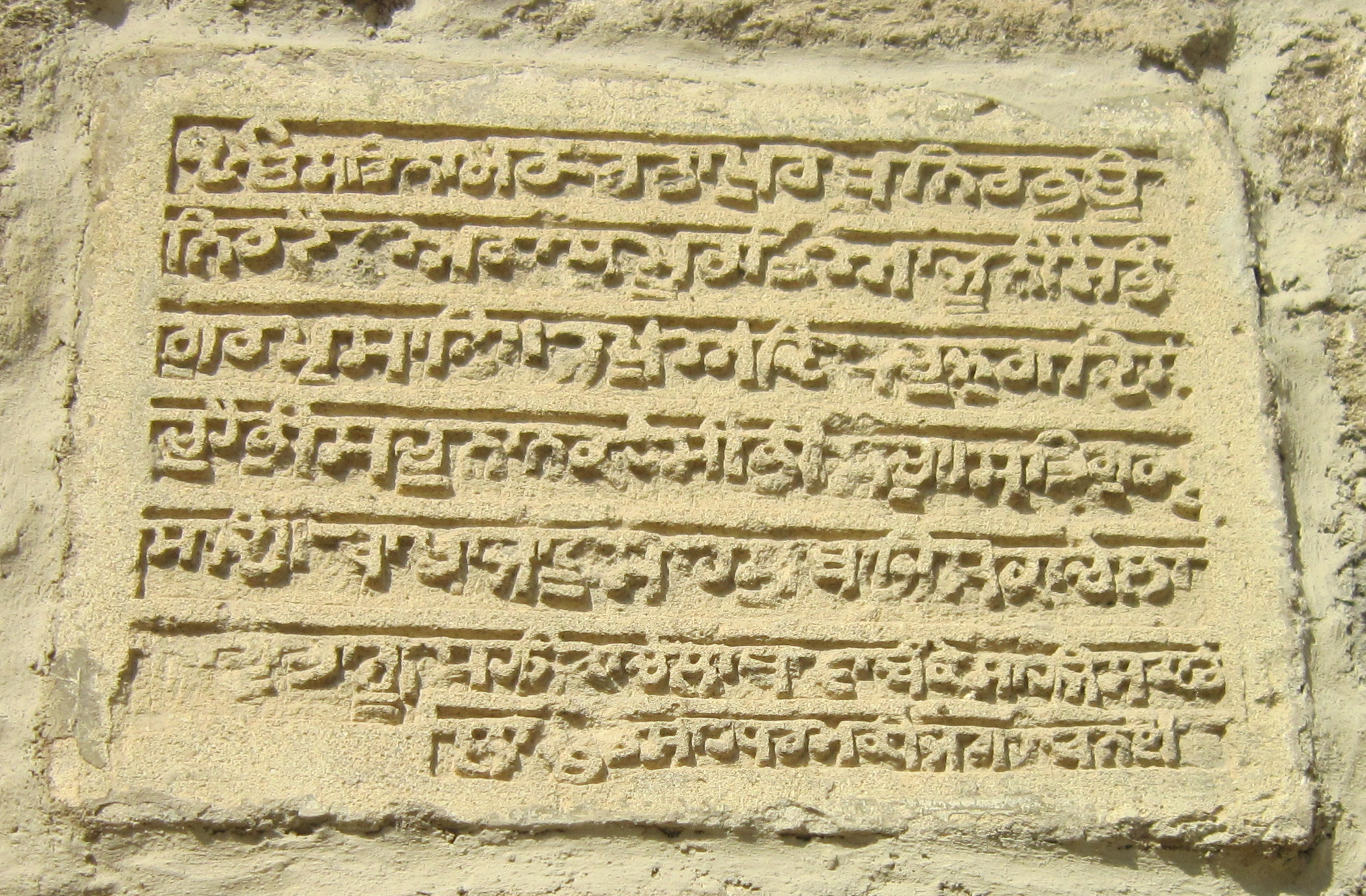

L'Atechgah de Bakou est un temple situé dans le sud-ouest de l'île de Surakhani, dans la péninsule d'Abcheron, à 30 kilomètres de Bakou. À l'ouest de la mer Caspienne, il a été construit par les marchands hindous, sikhs et parsis du sous-continent indien aux XVIIe et XVIIIe siècles. Atechgah est un temple du feu, avec son sanctuaire central en pierre sur une poche de gaz naturel. La structure actuelle a été construite vers 1713 et le sanctuaire central a été fondé par le marchand Kantchanagaran en 1810.
La péninsule d'Abcheron est connue pour ses gisements de pétrole peu profonds, qui déclenchent des incendies de pétrole naturels. Le zoroastrisme a une longue histoire en Azerbaïdjan et la région était considérée comme sacrée par les zoroastriens en raison de ces incendies naturels. Les érudits ont émis l'hypothèse que le temple aurait pu être un ancien sanctuaire zoroastrien détruit par l'invasion des armées islamiques lors de la conquête musulmane de la Perse et de ses régions voisines.
Le complexe a été transformé en musée en 1975 et reçoit environ 15 000 visiteurs par an. Il a été proposé comme site du patrimoine mondial en 1998 et a été déclaré réserve historique et architecturale.

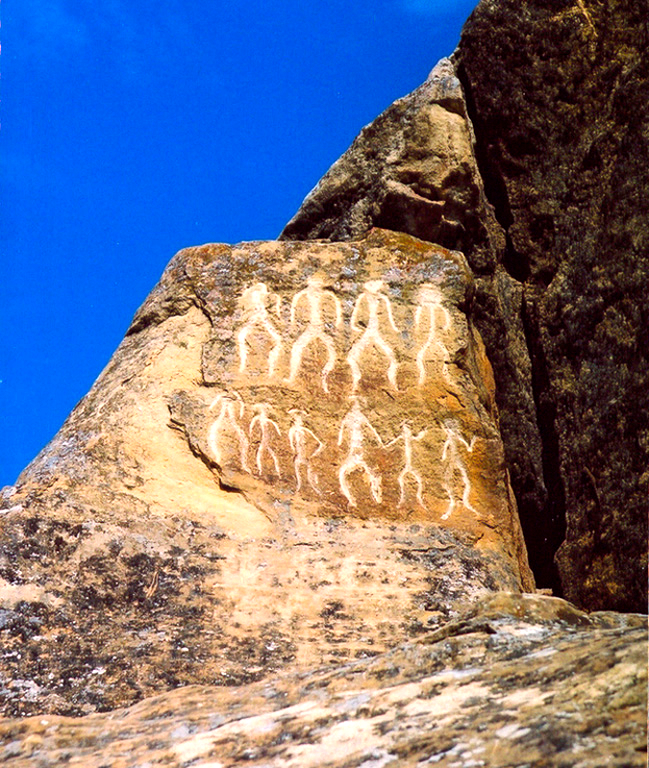
Les pétroglyphes du parc national de Gobustan remontent à 10 000 ans av. J.-C.

### Parc national de Gobustan
Le parc national de Gobustan, au sud-ouest de Bakou, est réputé pour ses gravures rupestres. Le parc a été fondé en 1966, lorsque la région a été déclarée monument historique national afin de préserver ses sculptures anciennes et ses volcans de boue.
Le paysage culturel d'art rupestre de Gobustan, dans le parc, compte plus de 6 000 gravures rupestres datant de 5 000 à 40 000 ans. Le site présente également des vestiges de grottes, de colonies et de sépultures habitées, reflétant une utilisation intensive par les habitants de la région, du Paléolithique supérieur au Moyen Âge. Le site couvre une superficie de 537 hectares (1 330 acres). 
Les gravures rupestres représentent des hommes primitifs, des animaux, des armes, des danses rituelles, des corridas, des barques avec des rameurs armés, des guerriers à lances, des caravanes de chameaux, ainsi que le soleil et les étoiles. En 2007, Gobustan a été déclaré site du patrimoine mondial de l'UNESCO de valeur universelle.

### Châteaux de Mardakan
Mardakan, une colonie située à Bakou, possède deux anciennes tours. La tour quadrangulaire a été construite au XIIe siècle par Akhsitan, fils de Chirvanchah Metchehrin, pour commémorer une victoire militaire. La tour de 22 mètres (72 pieds) a un mur de 2,6 mètres (8 pieds 6 pouces) d’épaisseur au bas, diminuant progressivement jusqu'à 1,6 mètre (5 pieds 3 pouces) au sommet. L'intérieur de la tour est divisé en cinq niveaux. La deuxième tour est ronde et haute de 12,5 mètres. Sa partie interne est composée de trois cercles. L'inscription sur le mur de la tour indique qu'il a été construit par l'architecte Abdulmedjid Massud en 1232.

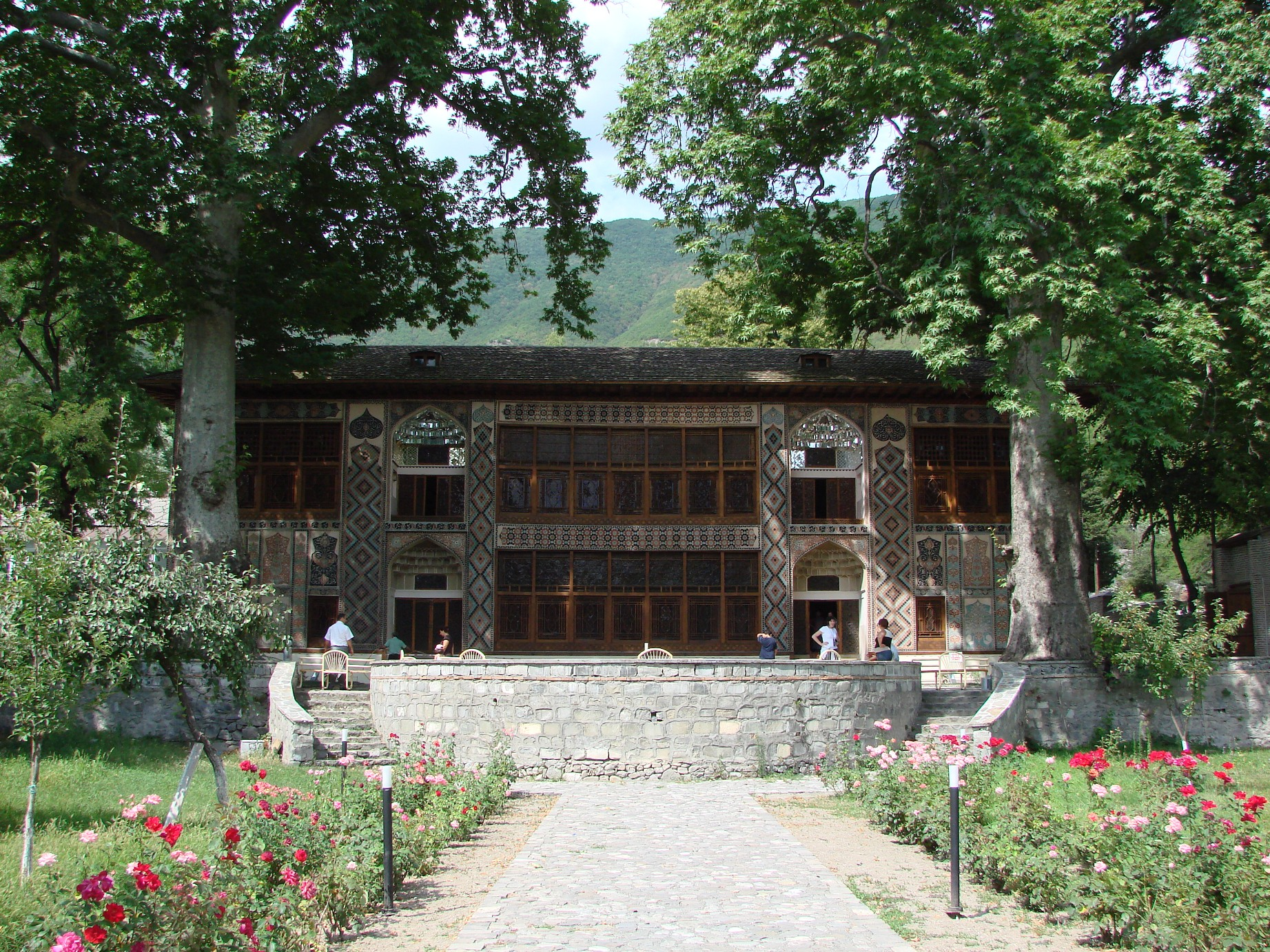
Palais du khan de Cheki

### Palais du khan de Cheki
Le palais du khan de Cheki à Cheki, à 246 kilomètres de Bakou, était une résidence d'été du khanat de Cheki, construite au début du XIIIe siècle. Il comporte des carreaux décoratifs, des fontaines et plusieurs vitraux. L'extérieur est décoré de carreaux bleu foncé, turquoise et ocre à motifs géométriques; les peintures murales, de couleur tempera, sont inspirées de la poésie de Nizami Gandjavi

## Architecture moderne
Le centre Heydar Aliyev, conçu par Zaha Hadid, lauréate du prix d'architecture Pritzker, est un symbole du Bakou moderne. Il contient deux piscines ornementales et un lac artificiel. 
Les tours à flammes de 190 mètres (620 pieds), le plus haut complexe de Bakou, possèdent des tours en forme de flammes. Skyscrapercity a attribué au complexe la première place pour son éclairage.

## Tourisme de montagne
Le tourisme de montagne est populaire en Azerbaïdjan et deux grandes stations balnéaires (Tufandag et Chahdag) ont été construites dans les régions de Goussar et de Gabala. À une altitude de 2 500 à 3 000 mètres (8 200 à 9 800 pieds), les stations offrent des possibilités de ski et de snowboard.
Le Club de sport de montagne, fondé en 1999, encourage le tourisme de montagne.  Les membres du club ont escaladé le mont Chahdagh.
Khinalig, dans la région de Gouba sur la crête sud-est des montagnes du Caucase, est le village de montagne le plus élevé d'Azerbaïdjan. Son sommet le plus élevé se situe à 2 250 mètres d'altitude. Il existe un certain nombre de grottes autour du village, qui abrite un petit musée contenant des objets locaux tels que des outils, des jouets, des vêtements et des manuscrits.
Le village de Lahidj, situé dans le nord de l'Azerbaïdjan septentrional, dans le sud du Grand Caucase, à environ 1 505 mètres d'altitude, est un centre d'art ancien. Lahidj est connue pour ses forêts, ses montagnes, ses cascades, ses monuments historiques et ses artefacts antiques. Laza est un village situé au pied du mont Chahdagh, à une altitude de 4 243 mètres.
La station de montagne de Chahdag (nommée d'après la montagne du Grand Caucase), située à environ 32 km de Goussar, est la première station de ski d'Azerbaïdjan. Il a des maisons privées, hôtels, chalets, villages et tente de camping en été. Les activités hivernales comprennent la motoneige, l'équitation, la luge et les tubes, et la station dispose d'un parc à neige pour les enfants. Tufandag, à environ 4 km de Gabala, dispose d’un téléphérique, d’une piste de ski, d’un centre de divertissement pour enfants et d’un hôtel.

## Parcs nationaux
L'Azerbaïdjan compte huit autres parcs nationaux. Le parc national Zangazur (anciennement parc national Ordubad) a été renommé et agrandi en 2009. Le parc compte 58 espèces d'animaux (35 vertébrés et 23 insectes) et 39 espèces de plantes en voie de disparition. Il abrite le léopard anatolien, le mouton de montagne, la chèvre bézoard, le pygargue à queue blanche, l'aigle royal et la petite outarde.
Le parc national semi-aride de Chirvan possède un lac couvrant environ 40 kilomètres carrés. Il abrite de nombreuses espèces d'oiseaux (y compris les petites outardes, les outardes, les cygnes et les flamants roses) qui hivernent et nichent dans les zones marécageuses. Les gazelles sont les mammifères les plus peuplés de la région.
Le parc national Ag Geul, également semi-aride, se trouve dans la plaine de la plaine de la Koura-Araxe. On trouve plus de 140 espèces d'oiseaux, dont 89 espèces d'oiseaux nicheurs telles que la perdrix, la spatule, le cygne, la sarcelle d'hiver et l'outarde. Le parc figure sur la liste des zones humides d'importance internationale de la Convention de Ramsar.
Le parc national d’Hirkan, sur les basses terres de Lankaran et dans les montagnes de Talysh, est couvert à 99 % de forêts et strictement protégé. Le parc abrite 150 espèces d'arbres et d'arbustes tels que le buis Hirkan, le fer, le chêne, le figuier à châtaigniers, le figuier, le poirier d’Hirkan, l'acacia de soie, le palmier du Caucase. La faune comprend le léopard persan, le faisan Talysh et l'aigle royal. 
Le parc national d'Altyaghadj est couvert à 90,5 % par une forêt de feuillus tempérés à feuilles caduques, et les principales espèces d'arbres comprennent les arbres de fer, le charme du Caucase, le hêtre d'Orient, le cud et les bouleaux. Le parc abrite le rare turc du Caucase de l'Est, un caprin de montagne vivant uniquement dans la moitié orientale des montagnes du Caucase. D'autres espèces comprennent les chevreuils, ours, sangliers, lynx, renards, lapins, écureuils et loups.
Le parc national Abcheron, qui a précédé l'ère soviétique, était la réserve naturelle d'État d'Abcheron, créée en juillet 1969 pour protéger la gazelle, le phoque de la Caspienne et les oiseaux aquatiques. Le climat de la région est également semi-aride. La végétation est clairsemée en raison de la sécheresse et de la salinité du sol. Les plantes de sable de la côte de la mer représentent 42,6 % de la végétation, les graminées de prairie 13,2 % et les graminées annuelles 5,2 %. Les plantes éphémères se développent au début du printemps. La faune est semblable à celle du parc national de Chirvan: gazelle, chacal, renard, lapin, blaireau, phoque dans la mer Caspienne et divers poissons, oiseaux tels que le goéland argenté, le cygne sifflant, les canards noirs à yeux blancs et blancs à tête rouge et à tête rouge, butor blanc, bécasseau et autres oiseaux migrateurs.

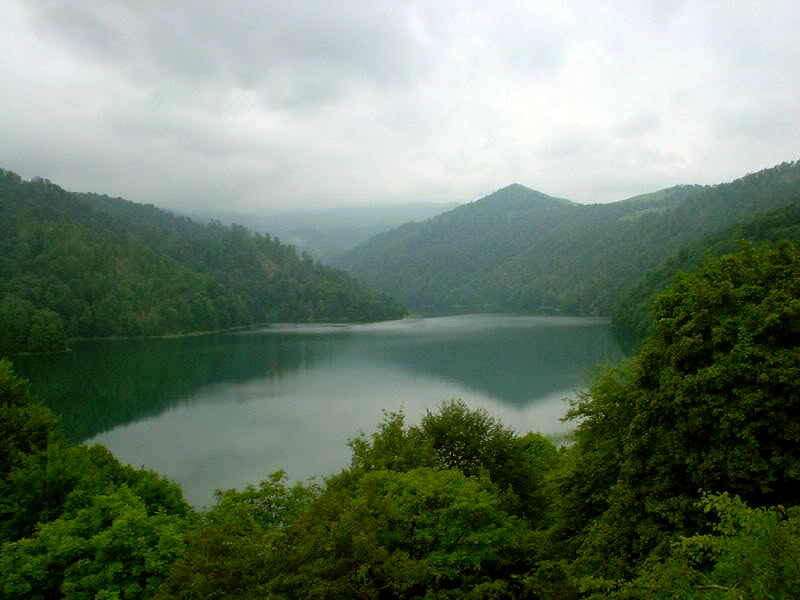
Parc national de Geuygeul

Le parc national de Chahdag, au nord de l'Azerbaïdjan, à la frontière avec la Russie et la Géorgie, a été créé en 2006. La Banque mondiale a octroyé un prêt de 17 millions de dollars et une subvention de 8 millions de dollars en 2007, et le gouvernement du Japon a accordé une subvention de 8 millions de dollars pour le plus grand parc national du sud du Caucase.  
Le parc national de Geuygeul, créé en 2008, est le plus récent parc national d'Azerbaïdjan. Son prédécesseur de l’ère soviétique était la réserve d’État de GeuyGeul, créée en 1925. Le parc, à l’est sur les versants nord du Petit Caucase, comprend le lac GeuyGeul. Il contient plus de 420 espèces de plantes (dont 20 sont endémiques) et abrite des ours bruns, des cerfs communs du Caucase, des chevreuils et des lynx. Les espèces d'oiseaux comprennent le corbeau et la perdrix de montagne.

## Musées
La plupart des musées sont situés dans les grandes villes, telles que Bakou (y compris le Musée du livre miniature), Gandja, Nakhitchevan, Sumgait, Lankaran, Mingatchevir et Chaki.

## Chasse
L'Azerbaïdjan autorise la chasse à la chèvre, au sanglier, au lapin, à la colombe forestière, à la caille, à la perdrix, aux oiseaux aquatiques (oie, canard, foulque), à la bécasse et au chamois. La chasse est interdite dans les régions d'Agdam, Khanlar, Goranboy, Dachkasan, Gadabay et Terter, dans les îles de la mer Caspienne, dans les zones vertes, dans les zones protégées et à proximité des villes et des centres de villégiature.

## Points d'entrée / sortie
- Frontières de l'Azerbaïdjan
- Transport en Azerbaïdjan

### Mer (mer Caspienne)
- Liste des ports d'Azerbaïdjan : Astara, Bakou, Dübəndi, Ələt, Lankaran, Sanqaçal, Sumqayit

### Terre / route
Le blocus avec l'Arménie paraît total.

### Terre / train
- Ligne Bakou-Tbilissi-Kars

### Air
- Liste des aéroports en Azerbaïdjan

| \| 20 km1:1 845 000 \| Lankaran Zaqatala Gandja Nakhitchevan‎ Qabala Bakou-Heydar-Aliyev |
| 20 km1:1 845 000                                                                        |

## Différents flux touristiques
La quasi-totalité des visiteurs sont originaires des vingt pays suivants, pour l'année 2016 :
| Rank | Country                   | Number    |
| ---- | ------------------------- | --------- |
| 1    | Russie                    | 744,125   |
| 2    | Géorgie                   | 506,306   |
| 3    | Turquie                   | 313,341   |
| 4    | Iran                      | 248,632   |
| 5    | Irak                      | 62,983    |
| 6    | Ukraine                   | 55,508    |
| 7    | UAE                       | 53,180    |
| 8    | Kazakhstan                | 31,994    |
| 9    | Royaume-Uni               | 29,514    |
| 10   | Ouzbékistan               | 16,093    |
| 11   | Allemagne                 | 13,042    |
| 12   | Belarus                   | 12,320    |
| 13   | États-Unis                | 12,291    |
| 14   | Israël                    | 10,814    |
| 15   | Italie                    | 8,654     |
| 16   | Turkmenistan              | 7,637     |
| 17   | Arabie saoudite           | 7,463     |
| 18   | Chine                     | 7,363     |
| 19   | Inde                      | 6,012     |
| 20   | France                    | 5,785     |
|      | Nombre total de visiteurs | 2,248,773 |

Un tiers de Russes, un tiers de voisins proches, un quart de Géorgiens de l'étranger, et un dixième d'étrangers plus lointains, dont à peine 100 000 occidentaux.

## Différents types de tourisme
Le climat de l'Azerbaïdjan est varié, de froid en (très) haute montagne (Grand Caucase, Petit Caucase) à subtropical sur les bords de la mer Caspienne.
Cela permet de proposer à peu près toutes les activités physiques et sportives :
- promenade, trek, escalade, ski,
- baignade, natation, sports nautiques,
- cyclisme, quad,
- thermalisme,
- gastronomie et œnologie...

### Activités et sports de montagne
- Khinalug, ou Khinalig, raion de Quba, au nord-est
- Lahidj, Lagich, Lahich, ou Lahic), dans le raion d'Ismailli
- Laza, Quba, raion de Quba, au nord-est
- Mont Chahdagh[20], Parc national de Chahdagh (en), Complexe touristique de Chahdagh (en) (2012)
- Tufandagh[21]

### Bakou
- Bakou
- Vieille ville (Bakou), Icheri Sheher